# Mutar Alam
Mutar Alam is een bestuurslaag in het regentschap Lampung Barat van de provincie Lampung, Indonesië. Mutar Alam telt 2659 inwoners (volkstelling 2010).